# Coupe du monde de ski de fond 1996-1997
Navigation
Édition précédente Édition suivante
La 16e édition de la Coupe du monde de ski de fond s'est déroulée du 23 novembre 1996 au 15 mars 1997. Le Norvégien  Bjørn Dæhlie remporte le classement général chez les hommes pendant que la Russe Elena Välbe remporte la Coupe du monde.

## Classements

### Classements généraux
| Rang | Nom                | Points |
| ---- | ------------------ | ------ |
| 1    | Bjørn Dæhlie       | 845    |
| 2    | Mika Myllylä       | 580    |
| 3    | Fulvio Valbusa     | 523    |
| 4    | Erling Jevne       | 488    |
| 5    | Silvio Fauner      | 447    |
| 6    | Jari Isometsä      | 363    |
| 7    | Kristen Skjeldal   | 351    |
| 8    | Sture Sivertsen    | 345    |
| 9    | Vladimir Smirnov   | 309    |
| 10   | Alexei Prokourorov | 290    |

| Rang | Nom                 | Points |
| ---- | ------------------- | ------ |
| 1    | Elena Välbe         | 940    |
| 2    | Stefania Belmondo   | 909    |
| 3    | Kateřina Neumannová | 525    |
| 4    | Nina Gavriliouk     | 518    |
| 5    | Olga Danilova       | 414    |
| 6    | Bente Skari         | 391    |
| 7    | Marit Mikkelsplass  | 367    |
| 8    | Larisa Lazutina     | 366    |
| 9    | Trude Dybendahl     | 334    |
| 10   | Lioubov Iegorova    | 271    |

### Classements du sprint et des moyennes distances
| Rang | Nom              | Points |
| ---- | ---------------- | ------ |
| 1    | Bjørn Dæhlie     | 448    |
| 2    | Fulvio Valbusa   | 335    |
| 3    | Silvio Fauner    | 320    |
| 4    | Erling Jevne     | 256    |
| 5    | Kristen Skjeldal | 241    |

| Rang | Nom                 | Points |
| ---- | ------------------- | ------ |
| 1    | Stefania Belmondo   | 489    |
| 2    | Elena Välbe         | 472    |
| 3    | Kateřina Neumannová | 321    |
| 4    | Bente Skari         | 232    |
| 5    | Trude Dybendahl     | 225    |

### Classements de longue distance
| Rang | Nom                   | Points |
| ---- | --------------------- | ------ |
| 1    | Mika Myllylä          | 235    |
| 2    | Bjørn Dæhlie          | 210    |
| 3    | Vladimir Smirnov      | 193    |
| 4    | Pietro Piller Cottrer | 124    |
| 5    | Erling Jevne          | 116    |

| Rang | Nom                | Points |
| ---- | ------------------ | ------ |
| 1    | Elena Välbe        | 340    |
| 2    | Stefania Belmondo  | 280    |
| 3    | Nina Gavriliouk    | 205    |
| 4    | Marit Mikkelsplass | 167    |
| 5    | Olga Danilova      | 162    |

## Calendrier et podiums

### Hommes

#### Épreuves individuelles
| Étape                                                                  | Lieu       | Épreuve         | Date             | Vainqueur             | Deuxième         | Troisième           |
| ---------------------------------------------------------------------- | ---------- | --------------- | ---------------- | --------------------- | ---------------- | ------------------- |
| 1                                                                      | Kiruna     | 10 km Libre     | 23 novembre 1996 | Bjørn Dæhlie          | Jari Isometsä    | Kristen Skjeldal    |
| 2                                                                      | Davos      | 10 km Classique | 7 décembre 1996  | Mika Myllylä          | Erling Jevne     | Fulvio Valbusa      |
| 3                                                                      | Brusson    | 15 km Libre     | 14 décembre 1996 | Bjørn Dæhlie          | Fulvio Valbusa   | Kristen Skjeldal    |
| 4                                                                      | Oberstdorf | 30 km Classique | 18 décembre 1996 | Bjørn Dæhlie          | Erling Jevne     | Sture Sivertsen     |
| 5                                                                      | Kavgolovo  | 30 km Libre     | 4 janvier 1997   | Mika Myllylä          | Fulvio Valbusa   | Maurizio Pozzi      |
| 6                                                                      | Hakuba     | 10 km Classique | 11 janvier 1997  | Silvio Fauner         | Erling Jevne     | Jari Isometsä       |
| 7                                                                      | Hakuba     | 25 km Poursuite | 12 janvier 1997  | Silvio Fauner         | Giorgio Di Centa | Jari Isometsä       |
| 8                                                                      | Lahti      | 30 km Classique | 18 janvier 1997  | Vladimir Smirnov      | Mika Myllylä     | Henrik Forsberg     |
| Championnats du monde de ski nordique 1997 (21 février au 2 mars 1997) |            |                 |                  |                       |                  |                     |
| 9                                                                      | Falun      | 15 km Classique | 8 mars 1997      | Bjørn Dæhlie          | Sture Sivertsen  | Erling Jevne        |
| 10                                                                     | Sunne      | Sprint Libre    | 11 mars 1997     | Bjørn Dæhlie          | Tore Bjonviken   | Mathias Fredriksson |
| 11                                                                     | Oslo       | 50 km Libre     | 15 mars 1997     | Pietro Piller Cottrer | Tor Arne Hetland | Bjørn Dæhlie        |

#### Épreuves par équipes
| Étape                                                                  | Lieu    | Épreuve           | Date             | Vainqueur                                                          | Deuxième                                                                  | Troisième                                                               |
| ---------------------------------------------------------------------- | ------- | ----------------- | ---------------- | ------------------------------------------------------------------ | ------------------------------------------------------------------------- | ----------------------------------------------------------------------- |
| 1                                                                      | Kiruna  | Relais 4 × 10 km  | 24 novembre 1996 | NC                                                                 | NC                                                                        | NC                                                                      |
| 2                                                                      | Davos   | Relais 4 × 10 km  | 8 décembre 1996  | Finlande I Jari Isometsä Sami Repo Harri Kirvesniemi Mika Myllylä  | Suède Mathias Fredriksson Anders Bergström Niklas Jonsson Henrik Forsberg | Norvège II Kristen Skjeldal Vegard Ulvang Anders Eide Sture Sivertsen   |
| 3                                                                      | Brusson | Relais 4 × 10 km  | 15 décembre 1996 | Norvège Egil Kristiansen Anders Eide Kristen Skjeldal Bjørn Dæhlie | Italie I Maurizio Pozzi Fulvio Valbusa Gaudenzio Godioz Silvio Fauner     | Suède Mathias Fredriksson Anders Bergström Niklas Jonsson Torgny Mogren |
| 4                                                                      | Lahti   | Sprint par équipe | 19 janvier 1997  | NC                                                                 | NC                                                                        | NC                                                                      |
| Championnats du monde de ski nordique 1997 (21 février au 2 mars 1997) |         |                   |                  |                                                                    |                                                                           |                                                                         |
| 5                                                                      | Falun   | Relais 4 × 5 km   | 9 mars 1997      | NC                                                                 | NC                                                                        | NC                                                                      |

### Femmes

#### Épreuves individuelles
| Étape                                                                  | Lieu       | Épreuve         | Date             | Vainqueur          | Deuxième            | Troisième           |
| ---------------------------------------------------------------------- | ---------- | --------------- | ---------------- | ------------------ | ------------------- | ------------------- |
| 1                                                                      | Kiruna     | 5 km Libre      | 23 novembre 1996 | Elena Välbe        | Stefania Belmondo   | Nina Gavriliouk     |
| 2                                                                      | Davos      | 10 km Classique | 7 décembre 1996  | Stefania Belmondo  | Elena Välbe         | Nina Gavriliouk     |
| 3                                                                      | Brusson    | 15 km Libre     | 14 décembre 1996 | Stefania Belmondo  | Elena Välbe         | Nina Gavriliouk     |
| 4                                                                      | Oberstdorf | 10 km Classique | 18 décembre 1996 | Trude Dybendahl    | Bente Skari         | Anita Moen          |
| 5                                                                      | Kavgolovo  | 15 km Libre     | 4 janvier 1997   | Elena Välbe        | Larisa Lazutina     | Lioubov Iegorova    |
| 6                                                                      | Hakuba     | 5 km Classique  | 11 janvier 1997  | Stefania Belmondo  | Kateřina Neumannová | Elena Välbe         |
| 7                                                                      | Hakuba     | 15 km Poursuite | 12 janvier 1997  | Stefania Belmondo  | Kateřina Neumannová | Elena Välbe         |
| 8                                                                      | Lahti      | 15 km Classique | 18 janvier 1997  | Marit Mikkelsplass | Elena Välbe         | Stefania Belmondo   |
| Championnats du monde de ski nordique 1997 (21 février au 2 mars 1997) |            |                 |                  |                    |                     |                     |
| 9                                                                      | Falun      | 5 km Libre      | 8 mars 1997      | Elena Välbe        | Stefania Belmondo   | Kateřina Neumannová |
| 10                                                                     | Sunne      | Sprint Libre    | 11 mars 1997     | Trude Dybendahl    | Elena Välbe         | Bente Skari         |
| 11                                                                     | Oslo       | 30 km Libre     | 15 mars 1997     | Stefania Belmondo  | Elena Välbe         | Elin Nilsen         |

#### Épreuves par équipes
| Étape                                                                  | Lieu    | Épreuve           | Date             | Vainqueur                                                           | Deuxième                                                                      | Troisième                                                                     |
| ---------------------------------------------------------------------- | ------- | ----------------- | ---------------- | ------------------------------------------------------------------- | ----------------------------------------------------------------------------- | ----------------------------------------------------------------------------- |
| 1                                                                      | Kiruna  | Relais 4 × 5 km   | 24 novembre 1996 | NC                                                                  | NC                                                                            | NC                                                                            |
| 2                                                                      | Davos   | Relais 4 × 5 km   | 8 décembre 1996  | Norvège Bente Skari Anita Moen Marit Mikkelsplass Trude Dybendahl   | Russie I Nina Gavriliouk Larisa Lazutina Lioubov Iegorova Elena Välbe         | Russie II Natalia Baranova Svetlana Nageykina Julija Tchepalova Olga Danilova |
| 3                                                                      | Brusson | Relais 4 × 5 km   | 15 décembre 1996 | Russie I Nina Gavriliouk Olga Danilova Lioubov Iegorova Elena Välbe | Russie II Olga Savialova Svetlana Nageykina Larisa Lazutina Julija Tchepalova | Italie I Gabriella Paruzzi Sabina Valbusa Guidina Dal Sasso Stefania Belmondo |
| 4                                                                      | Lahti   | Sprint par équipe | 19 janvier 1997  | NC                                                                  | NC                                                                            | NC                                                                            |
| Championnats du monde de ski nordique 1997 (21 février au 2 mars 1997) |         |                   |                  |                                                                     |                                                                               |                                                                               |
| 5                                                                      | Falun   | Relais 4 × 5 km   | 9 mars 1997      | NC                                                                  | NC                                                                            | NC                                                                            |